# Vuelta a España 1969
Die 24. Vuelta a España fand vom 3. April bis 11. Mai 1969 statt und begann bzw. endete mit einem Einzelzeitfahren. Die Rundfahrt startete in Badajoz, Extremadura im Südwesten Spaniens und endete nach 21 Etappen und 2921,4 km in Bilbao, Baskenland. Sieger der Gesamtwertung wurde der Franzose Roger Pingeon, Sieger der Punktewertung der Belgier Raymond Steegmans, Sieger der Bergwertung der Spanier Luis Ocaña und die Teamwertung gewann das Team BiC.

## Teilnehmende Teams
| Profi-Radsportteams (10)- Goldor-Hertekamp-Gerka - Pepsi-Cola - Peugeot-BP-Michelin - Max Meyer - Fagor - Pull Over Centrale-Tasmanie-Novy - Karpy - BiC - Kas-Kaskol - Willem II-Gazelle |
| |

## Etappen
| Etappe | Datum     | Strecke                           | Distanz   | Sieger                      | Gesamtführender   |           |
| ------ | --------- | --------------------------------- | --------- | --------------------------- | ----------------- | --------- |
| 1a     | 23. April | Badajoz – Badajoz                 | 6,4 km    | Luis Ocaña                  | Luis Ocaña        |           |
| 1b     | 24. April | Badajoz – Badajoz                 | 246 km    | Michael Wright              | Michael Wright    |           |
| 2      | 25. April | Badajoz – Cáceres                 | 135 km    | Felice Salina               | Michael Wright    |           |
| 3      | 26. April | Cáceres – Talavera de la Reina    | 190 km    | Luigi Sgarbozza             | Luigi Sgarbozza   |           |
| 4      | 27. April | Talavera de la Reina – Madrid     | 124 km    | Domingo Perurena            | Luigi Sgarbozza   |           |
| 5      | 28. April | Madrid – Alcázar de San Juan      | 162 km    | Raymond Steegmans           | Luigi Sgarbozza   |           |
| 6      | 29. April | Alcázar de San Juan – Almansa     | 231 km    | Edward Sels                 | Raymond Steegmans |           |
| 7      | 30. April | Almansa – Nules                   | 233 km    | Ramón Saez                  | Raymond Steegmans |           |
| 8      | 1. Mai    | Nules – Benicàssim                | 199 km    | Ramón Saez                  | Raymond Steegmans |           |
| 9      | 2. Mai    | Benicàssim – Reus                 | 169 km    | José Manuel López Rodríguez | Ramón Saez        |           |
| 10     | 3. Mai    | Reus – Barcelona                  | 164 km    | Manuel Martín Piñera        | Ramón Saez        |           |
| 11     | 4. Mai    | Barcelona – Sant Feliu de Guíxols | 118 km    | Nemesio Jiménez             | Ramón Saez        |           |
| 12     | 5. Mai    | Sant Feliu de Guíxols – Moià      | 151 km    | Roger Pingeon               | Roger Pingeon     |           |
| 13     | 6. Mai    | Moià – Barbastro                  | 229 km    | Michael Wright              | Roger Pingeon     |           |
| 14a    | 7. Mai    | Barbastro – Saragossa             | 125 km    | Raymond Steegmans           | Roger Pingeon     |           |
| 14b    | 7. Mai    | Saragossa – Saragossa             | 4 km      | Roger Pingeon               | Roger Pingeon     |           |
| 15     | 8. Mai    | Saragossa – Pamplona              | 176 km    | Mariano Díaz                | Roger Pingeon     |           |
| 16     | 9. Mai    | Irun – San Sebastián              | 25 km     | Luis Ocaña                  | Roger Pingeon     |           |
| 17     | 10. Mai   | San Sebastián – Vitoria           | 129 km    | Gregorio San Miguel         | Roger Pingeon     |           |
| 18a    | 11. Mai   | Vitoria – Laudio                  | 76 km     | Ercole Gualazzini           | Roger Pingeon     |           |
| 18b    | 11. Mai   | Laudio – Bilbao                   | 29 km     | Luis Ocaña                  | Roger Pingeon     |           |
|        | Total     | Total                             | 2921,4 km | 2921,4 km                   | 2921,4 km         | 2921,4 km |

## Endergebnisse
| \| Gesamtwertung \| Gesamtwertung \| Gesamtwertung \| Gesamtwertung \| Gesamtwertung \| \| Fahrer \| Fahrer \| Land \| Team \| Zeit \| \| ------------- \| ------------------- \| ---------------------- \| ------------------- \| ---------------- \| \| 1. \| Roger Pingeon \| Frankreich \| Peugeot-BP-Michelin \| 73 h 18 min 45 s \| \| 2. \| Luis Ocaña \| Spanien \| Fagor \| + 1 min 54 s \| \| 3. \| Marinus Wagtmans \| Niederlande \| Willem II-Gazelle \| + 5 min 10 s \| \| 4. \| José Manuel Lasa \| Spanien \| Pepsi-Cola \| + 5 min 10 s \| \| 5. \| Michael Wright \| Vereinigtes Königreich \| BiC \| + 5 min 27 s \| \| 6. \| Rolf Wolfshohl \| Deutschland \| BiC \| + 6 min 11 s \| \| 7. \| Gilbert Bellone \| Frankreich \| BiC \| + 6 min 47 s \| \| 8. \| Gregorio San Miguel \| Spanien \| Kas-Kaskol \| + 7 min 05 s \| \| 9. \| Carlos Echevarría \| Spanien \| Kas-Kaskol \| + 7 min 35 s \| \| 10. \| Eusebio Vélez \| Spanien \| Fagor \| + 7 min 51 s \| |                     |                        |                     |                  |
| |                     |                        |                     |                  |
| |                     |                        |                     |                  |
| Gesamtwertung |                     |                        |                     |                  |
| Fahrer | Fahrer              | Land                   | Team                | Zeit             |
| 1. | Roger Pingeon       | Frankreich             | Peugeot-BP-Michelin | 73 h 18 min 45 s |
| 2. | Luis Ocaña          | Spanien                | Fagor               | + 1 min 54 s     |
| 3. | Marinus Wagtmans    | Niederlande            | Willem II-Gazelle   | + 5 min 10 s     |
| 4. | José Manuel Lasa    | Spanien                | Pepsi-Cola          | + 5 min 10 s     |
| 5. | Michael Wright      | Vereinigtes Königreich | BiC                 | + 5 min 27 s     |
| 6. | Rolf Wolfshohl      | Deutschland            | BiC                 | + 6 min 11 s     |
| 7. | Gilbert Bellone     | Frankreich             | BiC                 | + 6 min 47 s     |
| 8. | Gregorio San Miguel | Spanien                | Kas-Kaskol          | + 7 min 05 s     |
| 9. | Carlos Echevarría   | Spanien                | Kas-Kaskol          | + 7 min 35 s     |
| 10. | Eusebio Vélez       | Spanien                | Fagor               | + 7 min 51 s     |

| Punktewertung | Punktewertung     | Punktewertung          | Punktewertung | Punktewertung |
| Fahrer        | Fahrer            | Land                   | Team          | Punkte        |
| ------------- | ----------------- | ---------------------- | ------------- | ------------- |
| 1.            | Raymond Steegmans | Belgien                |               | 188 P.        |
| 2.            | Michael Wright    | Vereinigtes Königreich | BiC           | 171 P.        |
| 3.            | Ramón Sáez Marzo  | Spanien                | Pepsi-Cola    | 118 P.        |

| Bergwertung | Bergwertung     | Bergwertung | Bergwertung         | Bergwertung |
| Fahrer      | Fahrer          | Land        | Team                | Punkte      |
| ----------- | --------------- | ----------- | ------------------- | ----------- |
| 1.          | Luis Ocaña      | Spanien     | Fagor               | 30 P.       |
| 2.          | Roger Pingeon   | Frankreich  | Peugeot-BP-Michelin | 30 P.       |
| 3.          | Gilbert Bellone | Frankreich  | BiC                 | 18 P.       |

| Sprintwertung | Sprintwertung               | Sprintwertung | Sprintwertung | Sprintwertung |
| Fahrer        | Fahrer                      | Land          | Team          | Punkte        |
| ------------- | --------------------------- | ------------- | ------------- | ------------- |
| 1.            | Juan María Uribezubia Velar | Spanien       | Karpy         | 13 P.         |

| Mannschaftswertung | Mannschaftswertung | Mannschaftswertung | Mannschaftswertung |
| Team               | Team               | Land               | Zeit               |
| ------------------ | ------------------ | ------------------ | ------------------ |
| 1.                 | BiC                | Frankreich         | 220 h 14 min 40 s  |